# Ring of Fire
Ring of Fire è un brano musicale country portato al successo da Johnny Cash e scritto da June Carter (che sarebbe poi diventata la moglie di Cash) e da Merle Kilgore.
La canzone è stata registrata in origine da Anita Carter nel suo album Folk Songs Old and New del 1962, con il titolo (Love's) Ring of Fire. In seguito è stata pubblicata da Johnny Cash come singolo nel 1963 e, il 25 marzo dello stesso anno, inclusa nell'album Ring of Fire: The Best of Johnny Cash.

## Il brano
La canzone si riferisce all'innamoramento. Secondo alcune fonti June Carter avrebbe visto la frase «Love is like a burning ring of fire» («l'amore è come un anello di fuoco cocente») in alcuni libri di poesia elisabettiani di suo zio. Così cominciò a lavorare con Merle Kilgore ad una canzone ispirata alla frase.
Originariamente la canzone venne in seguito registrata dalla sorella di June, Anita Carter, per l'album Folk Songs Old and New (1962), intitolata (Love's) Ring of Fire.
Cash ascoltò la versione di Anita, e dichiarò che gli sarebbe piaciuto sentirla con un accompagnamento di "fiati messicani". Cash allora decise di lasciare un po' di tempo alla canzone di Anita per diventare popolare, stabilendo che se ciò non fosse accaduto, avrebbe registrato una propria versione della stessa.
Dopo sei mesi la canzone non aveva ancora avuto successo, così Cash registrò la sua versione aggiungendo le trombe in stile mariachi, oltre a ciò modificò alcune frasi della versione originale.

## Cover
Sono state prodotte svariate cover di Ring of Fire, da artisti quali:
- Gonzales, nell'album Checkmate (2008)
- Lynn Anderson
- The Animals
- Blondie
- The Bobs
- Eric Burdon
- Cable
- Coldplay (nell'tour Twisted Logic Tour; 2005-2007)
- Carlene Carter
- June Carter Cash
- The Carter Family
- Tommy Cash
- Ray Charles
- Mark Collie
- Bob Dylan, nell'album Feeling Minnesota (1996)
- Roy Drusky
- Willie Evans
- Chris Isaak, nell'album Beyond the Sun (2011)
- Grace Jones
- Tom Jones, nell'album Green, Green Grass of Home (1967)
- Ed Kuepper
- The Levellers
- Dan Lund
- Country Joe McDonald
- Olivia Newton-John
- Joaquin Phoenix, nella colonna sonora del film Quando l'amore brucia l'anima - Walk the Line (2005)
- Social Distortion, nell'album Social Distortion (1990)
- King Tubby
- H-Blockx
- Wall of Voodoo, nell'album Wall of Voodoo EP (1980)
- Dwight Yoakam
- Frank Zappa, nell'album The Best Band You Never Heard in Your Life (1991)
- Adam Lambert
- DragonForce
- Brian Eno